# Перепелицівка
Перепели́цівка — село в Україні, у Валківській міській громаді Богодухівського району Харківської області. Населення становить 50 осіб. До 2020 орган місцевого самоврядування — Заміська сільська рада.

## Географія
Село Перепелицівка знаходиться за 2 км від сіл Заміське, Щербинівка і Тупицівка. До села примикає невеликий лісовий масив (дуб) — урочище Кашпурів Ліс. Через село протікає невеликий майже пересохлий струмок, що належить до водозбору річки Мжа. На струмку місцевими жителі зробили кілька невеликих загат — ставів, у яких розводять рибу. З сусідніми селами Перепелицівку з'єднує асфальтована дорога. За 2 км від села проходить автомобільна дорога міжнародного значення М03 (E40).

## Історія
12 червня 2020 року, розпорядженням Кабінету Міністрів України № 725-р «Про визначення адміністративних центрів та затвердження територій територіальних громад Харківської області», увійшло до складу Валківської міської громади.
19 липня 2020 року, в результаті адміністративно-територіальної реформи та ліквідації Валківського району, село увійшло до складу Богодухівського району.